# Santa Fe (Teksas)
Santa Fe – miasto w Stanach Zjednoczonych, w stanie Teksas, w hrabstwie Galveston. Nazwane za nieistniejącą już Atchison, Topeka and Santa Fe Railway.

## Demografia
Według przeprowadzonego przez United States Census Bureau spisu powszechnego w 2010 miasto liczyło 12 222 mieszkańców, co oznacza wzrost o 28,0% w porównaniu do roku 2000. Natomiast skład etniczny w mieście wyglądał następująco: Biali 93,8%, Afroamerykanie 0,4%, Azjaci 0,5%, pozostali 5,3%. Kobiety stanowiły 50,1% populacji.